# Konstanty Ildefons Gałczyński
Konstanty Ildefons Gałczyński, ps. „Karakuliambro” (ur. 23 stycznia 1905 w Warszawie, zm. 6 grudnia 1953 tamże) – polski poeta. Najbardziej znany za sprawą paradramatycznej serii podszytych absurdem humoresek Teatrzyk Zielona Gęś, w której pojawiła się galeria postaci takich jak Porfirion Osiełek, Piekielny Piotruś, Hermenegilda Kociubińska czy Zielona Gęś.

## Życiorys
Był synem Konstantego, technika kolejowego, i Wandy Cecylii z Łopuszyńskich, która była córką właściciela restauracji. Urodził się w kamienicy przy ul. Mazowieckiej 11 lub 14 w Warszawie. Później rodzina Gałczyńskich mieszkała krótko przy ul. Hortensji 6 i Chmielnej 72, skąd przeprowadziła się do mieszkania znajdującego się na pierwszym piętrze kamienicy przy ul. Towarowej 54, róg ul. Grzybowskiej. Tam Konstanty spędził swoje dzieciństwo i młodość. W 1912 roku rozpoczął naukę w Szkole Technicznej Kolei Warszawsko-Wiedeńskiej.
Po wybuchu I wojny światowej został wraz z rodzicami ewakuowany z Warszawy i w latach 1914–1918 mieszkał w Moskwie, gdzie uczęszczał do Szkoły Komitetu Polskiego. W Moskwie stworzył swoje pierwsze wiersze. W 1918 roku wrócił do Warszawy. W tym samym roku Gałczyński założył szkolne pisemko „Dyscypuł”, w którym drukował swoje pierwsze próby poetyckie i prozatorskie. W 1919 roku napisał swój pierwszy zachowany do dziś wiersz – Do Alarune. Kontynuował naukę w Gimnazjum Władysława Giżyckiego, w którym w 1923 roku zdał maturę. W 1921 roku zmarł jedyny brat poety – Mieczysław Zenon.
Debiut literacki Gałczyńskiego w prasie nastąpił w 1923 roku w dzienniku „Rzeczpospolita”. W tym samym roku poeta zdał maturę. Studiował filologię angielską oraz klasyczną. Studiów jednak nie ukończył. Związany był z grupą poetycką Kwadryga oraz pismami satyrycznymi i politycznymi stolicy, należał do bohemy artystycznej. Jego utwory publikowała także „Tęcza”, pismo społeczno-literackie wydawane w Poznaniu. W 1925 roku Gałczyński związał się z Redutą Juliusza Osterwy i został członkiem Towarzystwa Przyjaciół Reduty. W 1926 roku rozpoczął pracę nad powieścią satyryczną Porfirion Osiełek. Jesienią tego samego roku rozpoczął służbę wojskową w podchorążówce, ale po sześciu tygodniach został z niej karnie usunięty. Jako zwykły szeregowiec trafił do jednostki wojskowej w Berezie Kartuskiej. W 1928 roku Gałczyński napisał poemat Koniec Świata oraz wiersz Śmierć Braciszka; jeszcze jako żołnierz w dzienniku „Polska Zbrojna'' wydrukował dwa napisane w Berezie wiersze: Capstrzyk i Stajnia w zimie. W tym samym roku Konstanty Ildefons rozpoczął pracę w Polskim Towarzystwie Emigracyjnym, jednak po pół roku ją zakończył. W 1929 roku pod felietonem Korporanci odróżniają się opublikowanym w „Cyruliku Warszawskim” podpisał się po raz pierwszy jako Karakuliambro. W tym samym roku skończył powieść satyryczną Porfirion Osiełek; w tym roku miał miejsce również pierwszy indywidualny wieczór autorski Konstantego Ildefonsa Gałczyńskiego (wieczór autorski odbywał się w Alejach Jerozolimskich).
1 czerwca 1930 poślubił Natalię Awałow. Ślub odbył się w soborze metropolitalnym Świętej Równej Apostołom Marii Magdaleny w Warszawie. Młodzi przyjechali do praskiej cerkwi tramwajem, a Natalia nie miała sukni ślubnej. Świadkami na ich ślubie byli Stanisław Maria Saliński i Stanisław Ryszard Dobrowolski.
W latach 1931–1933 przebywał w Berlinie na stanowisku attaché kulturalnego, w czasie pobytu w Berlinie powstają zaginione: „Trzej królowie”, „Książka o mojej żonie” oraz „Muzeum Williamsa”. W 1933 roku Gałczyński napisał Bal u Salomona. W latach 1934–1936 Gałczyńscy mieszkali w Wilnie, na Zarzeczu (w domu przy ulicy Młynowej 2, obecnie Malūnų 2). W czasie pobytu w Wilnie Gałczyński nawiązał współpracę z radiem, wspólnie z Teodorem Bujnickim prowadził audycję satyryczną Kukułka Wileńska; miał także własny program radiowy Kwadrans dla ponurych. W czasie pobytu w Wilnie Gałczyński wszedł w krąg twórców wileńskich, nawiązał znajomość między innymi z Witoldem Hulewiczem, Tadeuszem Łopalewskim, Teodorem Bujnickim, Jerzym Zagórskim i Aleksandrem Rymkiewiczem. W 1934 roku Gałczyńskich w ich domu odwiedziła Hanka Ordonówna. W czasie pobytu w Wilnie powstało wiele utworów Gałczyńskiego, między innymi: Inge Bartsch (opublikowany w tygodniku Na szerokim świecie), Śpij, wujaszku, Młynek do kawy, Buty szewca Szymona, Szafirowa romanca, Pardon, ZSRR. W Wilnie urodziła się w 1936 córka Gałczyńskich – Kira. W szeregu swoich utworów Gałczyński nawiązuje do atmosfery Wilna i śladów, jakie pozostawił w nim Adam Mickiewicz. W 1936 Gałczyńscy wrócili do Warszawy. Zamieszkali w Aninie, najpierw przez rok przy ul. Legionów (obecnie Homera), a później przy ul. Leśnej 18 (obecnie Trawiasta). W 1936 został opublikowany w „Prosto z Mostu”, wiersz Skumbrie w tomacie, gorzka satyra na Polaków, którzy nie troszczą się o jedność państwa. W 1937 roku Gałczyński pisze Bal zakochanych. W 1938 roku Gałczyński otrzymuje za tom Utwory Poetyckie swoją pierwszą i jedyną nagrodę literacką, której fundatorem jest tygodnik „Prosto z Mostu”. Na początku 1939 roku Gałczyński wraz z Jerzym Zagórskim tworzą komediofarsę Będziemy biedni.
Wraz z początkiem II wojny światowej, powołany do wojska, brał udział w kampanii wrześniowej jako członek Korpusu Ochrony Pogranicza. Trafił do niewoli radzieckiej, z której został przekazany do niewoli niemieckiej. Okres okupacji spędził w stalagu XI A (Altengrabow) w Dörnitz. Już w połowie września napisał Pieśń o żołnierzach z Westerplatte. W 1942 roku Gałczyński pisze na blankietach obozowych trzy wiersze, które później wysyła swojej żonie (List jeńca, Srebrna akacja i Dzika róża). Podczas okupacji jego wiersze ukazały się w drukowanych konspiracyjnie antologiach poezji „Werble wolności” i „Słowo prawdziwe”. Po wojnie w latach 1945–1946 przebywał w Brukseli i Paryżu, w 1946 urodził się jego syn, także Konstanty Ildefons (który mieszkał i zmarł w Darwin w Australii). Do Polski powrócił w 1946 i zamieszkał w Krakowie. W tym samym roku napisał między innymi Powrót do Eurydyki, Liryka, liryka, tkliwa dynamika, Zaczarowana dorożka (tom Zaczarowana dorożka wydano w 1948 roku w Czytelniku), Kolczyki Izoldy. W 1948 i w 1949 roku mieszkał w Szczecinie, gdzie założył (wspólnie z Heleną Kurcyusz i Jerzym Andrzejewskim) Klub 13 Muz. W Szczecinie napisał m.in. wiersze: Polskie gwiazdy, Satyra na bożą krówkę, Wiosna w Szczecinie, Przygoda w Szczecinie, Szczecin, Wesoły sierpień. W listopadzie 1948 roku wraz z polską delegacją (wśród twórców byli Ewa Szelburg-Zarembina i Kazimierz Brandys) uczestniczy w obchodach rocznicy rewolucji październikowej w Moskwie.
3 czerwca 1949 dostał zawału serca. Podjęto decyzję o leczeniu w Warszawie. Po leczeniu i rekonwalescencji pozostał w Warszawie (przeniosła się tu również żona, teściowa i córka). Zamieszkał na stałe przy alei Róż. W 1949 roku Gałczyński na zaproszenie Czechosłowackiego Ministerstwa Informacji wyjeżdża do Pragi, gdzie poznaje i zaprzyjaźnia się z czeskimi poetami, m.in. z Františkiem Halasem i Janem Pilařem.
Współpracował m.in. z tygodnikami „Bluszcz”, „Prosto z Mostu” (przed wojną), a po powrocie do kraju z „Przekrojem” i „Tygodnikiem Powszechnym” oraz krakowskim kabaretem Siedem kotów. Wiele z jego powojennych utworów – w tym Poemat dla zdrajcy (atak na Czesława Miłosza), czy panegiryk Umarł Stalin (1953) – napisanych zostało w konwencji socrealistycznej. W 1950 sam stał się obiektem walki ideologicznej – jego twórczość została potępiona na Zjeździe Literatów Polskich przez Adama Ważyka jako drobnomieszczańska. W tym samym roku Gałczyński bierze udział w Międzynarodowym Wieczorze Poetyckim podczas Kongresu Obrońców Pokoju w Warszawie gdzie odczytuje wiersz napisany w Praniu Przez świat idące wołanie. W 1950 roku Gałczyński tworzy komediofarsę Babcia i wnuczek, czyli noc cudów. W 1951 roku Gałczyński wyjeżdża do Krakowa, gdzie na Wawelu ogląda konserwowane figury ołtarza Wita Stwosza. W marcu 1952 roku poeta doznaje drugiego zawału.

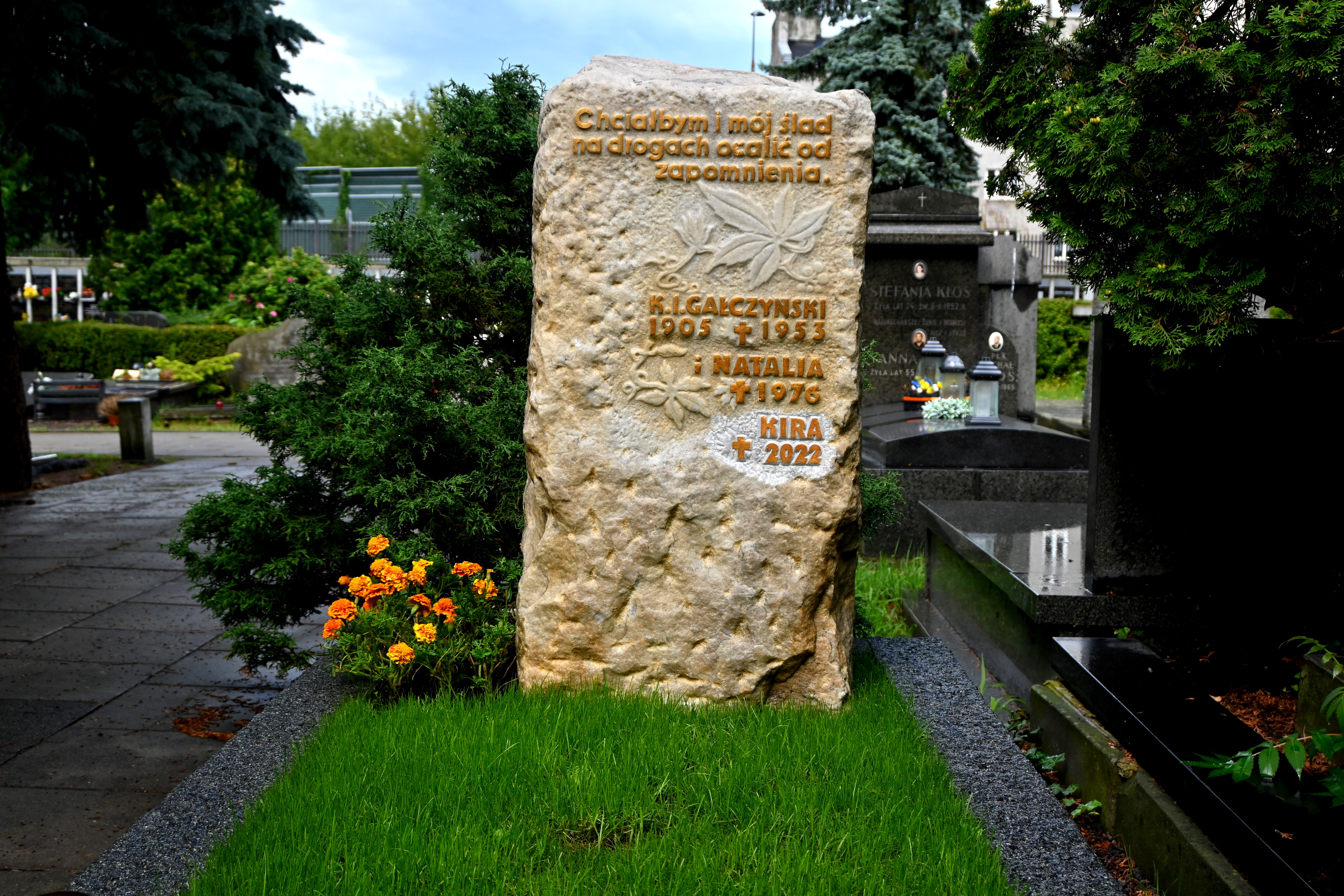
Grób Konstantego Ildefonsa, Natalii i Kiry Gałczyńskich na Cmentarzu Wojskowym na Powązkach w Warszawie

W ostatnich latach życia stworzył kilka większych form poetyckich: Wielkanoc Jana Sebastiana Bacha (1950), Niobe (1951), Wit Stwosz (1952), Kronika olsztyńska (1952). Wydał m.in. tomiki wierszy Zaczarowana dorożka (1948), Ślubne obrączki (1949), Pieśni (1953). Przełożył dwie sztuki Williama Shakespeare’a: Sen nocy letniej (1952) i Henryka IV. Część 1 (1954), był też autorem tłumaczenia Ody do radości Friedricha Schillera. W latach 1950–1953 związany był z leśniczówką Pranie nad Jeziorem Nidzkim, gdzie napisał wiele utworów, m.in. Kronikę olsztyńską (1950). Tam też znajduje się obecnie jego muzeum.
Gałczyński zmagał się z alkoholizmem. Zmarł 6 grudnia 1953 w Warszawie na skutek trzeciego zawału serca. Został pochowany na Cmentarzu Wojskowym na Powązkach w Warszawie, gdzie spoczęła także jego żona Natalia (1908-1976) (kwatera A2-10-18).
Uchwałą Rady Państwa z 8 grudnia 1953 został odznaczony Krzyżem Oficerskim Orderu Odrodzenia Polski za wybitne zasługi na polu literatury polskiej.

## Gałczyński w piosenkach
Poezja K.I. Gałczyńskiego stała się inspiracją dla wielu twórców muzyki popularnej. Niektóre jego wiersze doczekały się kilku takich interpretacji. Teksty K. I. Gałczyńskiego wykorzystywane były także w kabaretach, takich jak: Kabaret Olgi Lipińskiej, Kabaret Potem czy też Barszcz z krokietem.
Powstały w PRL wiersz Ukochany kraj został użyty jako słowa pieśni socrealistycznej, którą planowano wprowadzić jako hymn państwowy. W 2001 roku powstał musical Ukochany kraj w reżyserii Janusza Józefowicza w teatrze muzycznym Studio Buffo.
Do piosenek z tekstami Gałczyńskiego należą:
- Ballada o dwóch siostrach, muz. Stanisław Staszewski, śpiewał sam kompozytor[27], a następnie jego syn Kazik Staszewski z zespołem Kult[28]
- Ballada o dwóch siostrach, muz. Adam Sławiński, śpiewa Stan Borys[26]
- Ballada o trąbiącym poecie, muz. WhiteHouse Magiera i L&A, śpiewa Tomasz Andersen (Roszja)
- Barbara Ubryk, muz. Krzysztof Knittel, śpiewa Jan Kobuszewski
- Cóżem winien, muz. Adam Tkaczyk, śpiewa Adam Tkaczyk z zespołem Wyspy Dobrej Nadziei
- Deszcz, muz. Marek Jackowski, śpiewa Marek Jackowski i Anna Maria Jopek[29]
- Dzięcioł i dziewczyna, muz. Adam Sławiński, śpiewa Maryla Rodowicz[30]
- Dzikie wino, muz. Wojciech Trzciński, śpiewa Magda Umer[31]
- Dziś znowu leżałem, muz. Jerzy Derfel, śpiewa Jan Kobuszewski[26]
- Gdybyś mnie kiedyś, muz. Tomasz Łuc, śpiewa Katarzyna Groniec
- Hola, wpuść nas (II i III cz. wiersza „Siódme niebo”), muz. Grzegorz Turnau, śpiewa Grzegorz Turnau (albumy Naprawdę nie dzieje się nic i Kruchy świat, kruche szkło)
- Kochanie moje, kochanie (List jeńca), muz. A. Panas, śpiewa Michał Bajor
- Kokaina, muz. Jerzy Derfel, śpiewa Piotr Fronczewski
- Kołysanka (List jeńca), muz. Jan Adam Maklakiewicz
- Liryka, liryka, muz. Grzegorz Turnau, śpiewa Grzegorz Turnau (albumy Nawet i Kruchy świat, kruche szkło)
- List noworoczny, muz. Włodzimierz Korcz, śpiewa Alicja Majewska
- Matka Ziemia, muz Stanisław Syrewicz, śpiewa Piotr Fronczewski
- Modlitwa do Anioła Stróża, muz. Adam Tkaczyk, śpiewa Adam Tkaczyk z zespołem Wyspy Dobrej Nadziei
- Modlitwa do Anioła Stróża, muz. Robert Kasprzycki, śpiewa Robert Kasprzycki, Janusz Radek
- Na sto dwa, muz. Jerzy Derfel, śpiewa Jan Kobuszewski
- Noc, muz. Kwartet ProForma, śpiewa Przemysław Lembicz z zespołem Kwartet ProForma[32]
- Nie piszę listów, Wyk. Mroku, album Mroczne Nagrania
- Ocalić od zapomnienia, muz. Marek Grechuta, śpiewa Marek Grechuta[26]
- Pieśń o żołnierzach z Westerplatte, muz. Juliusz Łuciuk, wyk. Anna German; inne wykonanie, muz. Forteca, wyk. Forteca
- Piosenka, muz. Artur Gadowski, śpiewa Artur Gadowski
- Piosenka o ulicy Sarg, muz. Rafał Kowalewski, śpiewa Rafał Kowalewski
- Płacz po Izoldzie, wyk. Mirosław Czyżykiewicz na albumie Ave
- Płacz po Izoldzie, muz. Grzegorz Turnau, śpiewa Grzegorz Turnau (albumy Tutaj jestem i Kruchy świat, kruche szkło)
- Pompa, muz. Grzegorz Turnau, śpiewa Grzegorz Turnau (albumy To tu, to tam i Kruchy świat, kruche szkło)
- Prośba o wyspy szczęśliwe, muz. Stanisław Syrewicz, śpiewa Magda Umer[33]
- Psy – muz. Zbigniew Raj, wyk. zespół Tropicale Thaiti Granda Banda
- Pyłem księżycowym, muz. Stanisław Syrewicz, śpiewa Magda Umer[34]
- Romanca o trzech siostrach emigrantkach, muz. Wojciech Waglewski, śpiewa Jacek Bończyk
- Sekretarka, muz. Ewa Kornecka, śpiewa Jacek Wójcicki
- Sowa (We śnie...), śpiewa Grzegorz Turnau (albumy Pod światło, Turnau w Trójce i Kruchy świat, kruche szkło)[26]
- Spowiedź kretyna, muz. Stanisław Syrewicz, śpiewa Piotr Fronczewski[35]
- Straszna ballada wielkanocna o zatopionej szynce, muz. Krzysztof Knittel, śpiewa Jan Kobuszewski
- Śmierć poety, muz. Stanisław Staszewski, śpiewa Kazik Staszewski z zespołem Kult
- Śmierć poety, muz. Włodzimierz Korcz, śpiewa Marian Opania
- Ty mnie, miła..., muz. Adam Tkaczyk, śpiewa Adam Tkaczyk z zespołem Wyspy Dobrej Nadziei
- Ukochany kraj, pieśń, muz. Tadeusz Sygietyński, śpiewa m.in. Zespół Mazowsze
- Wciąż uciekamy..., muz. Piotr Szauer, śpiewa Piotr Szauer
- We śnie, muz. Adam Tkaczyk, śpiewa Adam Tkaczyk z zespołem Wyspy Dobrej Nadziei
- Wiatrucień, muz. Grammatik, album Światła miasta
- Wróci wiosna, baronowo, muz. Stanisław Staszewski, śpiewa Kazik Staszewski z zespołem Kult
- Wyspy szczęśliwe (wiersz Prośba o wyspy szczęśliwe) muz. Anna German, śpiewa Anna German
- Zaproszenie na wycieczkę, muz. Adam Tkaczyk, śpiewa Adam Tkaczyk z zespołem Wyspy Dobrej Nadziei

## Gałczyński w filmie
W 1984 roku, w Telewizji Polskiej został zrealizowany program poetycko - śpiewany "Deszcz", poświęconej twórczości Gałczyńskiego. Reżyseria: Barbara Borys-Damięcka. Wystąpili: Beata Poźniak, Michał Bajor, Krzysztof Tyniec, Agnieszka Kotulanka. Muzyka: Marek Grechuta, Władysław Szpilman.
W 13 odcinku serialu Zmiennicy pt. Spotkania z Temidą w jednej ze scen Kasia (Ewa Błaszczyk) czeka w warszawskich Łazienkach na spotkanie z Jackiem (Mieczysław Hryniewicz). Podczas oczekiwania dziewczyna wyobraża sobie wyznawane przez Jacka uczucia, które ten wyraża poprzez recytację fragmentu wiersza Rozmowa liryczna z 1950.

## Upamiętnienie

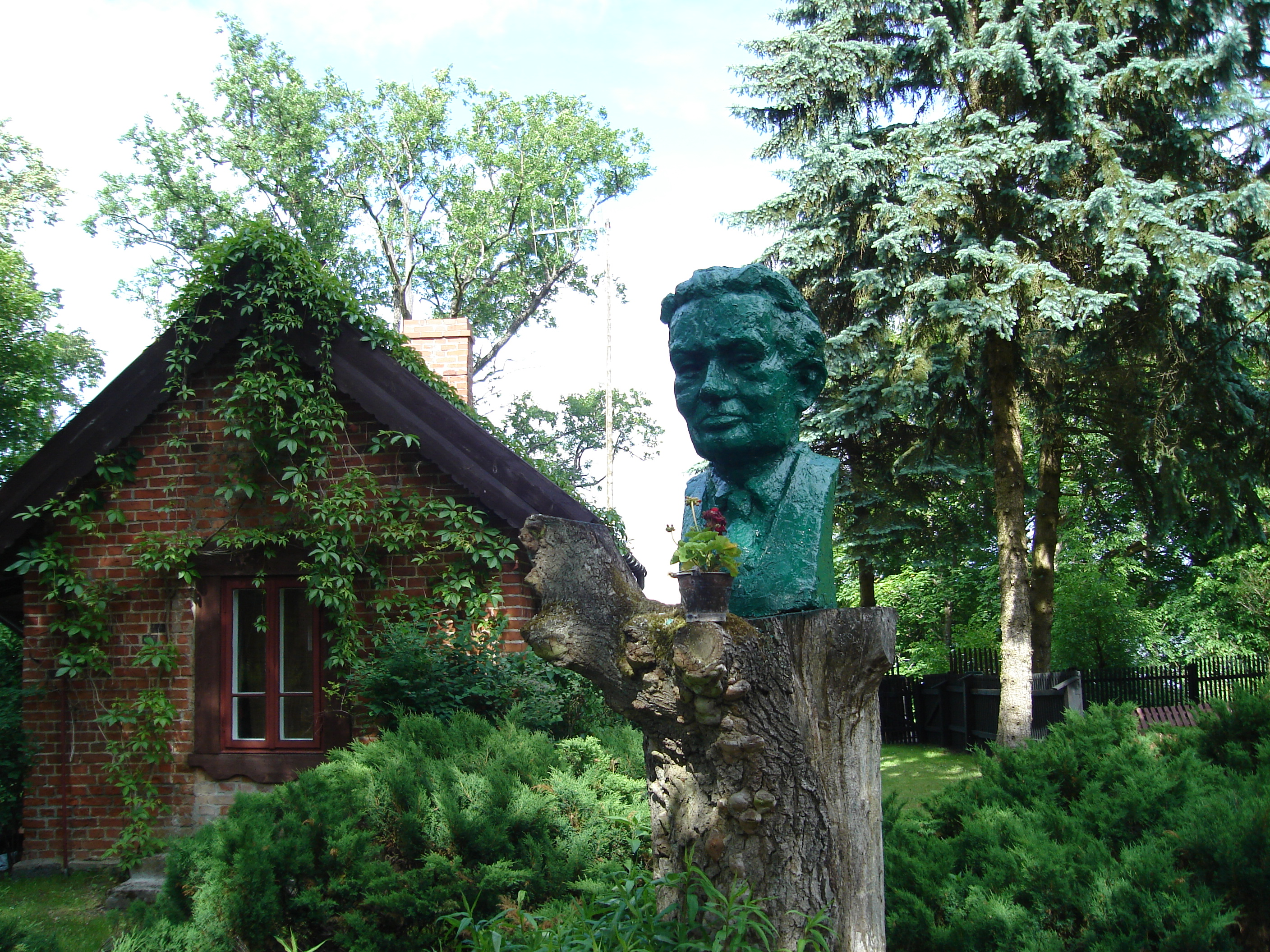
Popiersie poety przed muzeum w leśniczówce Pranie

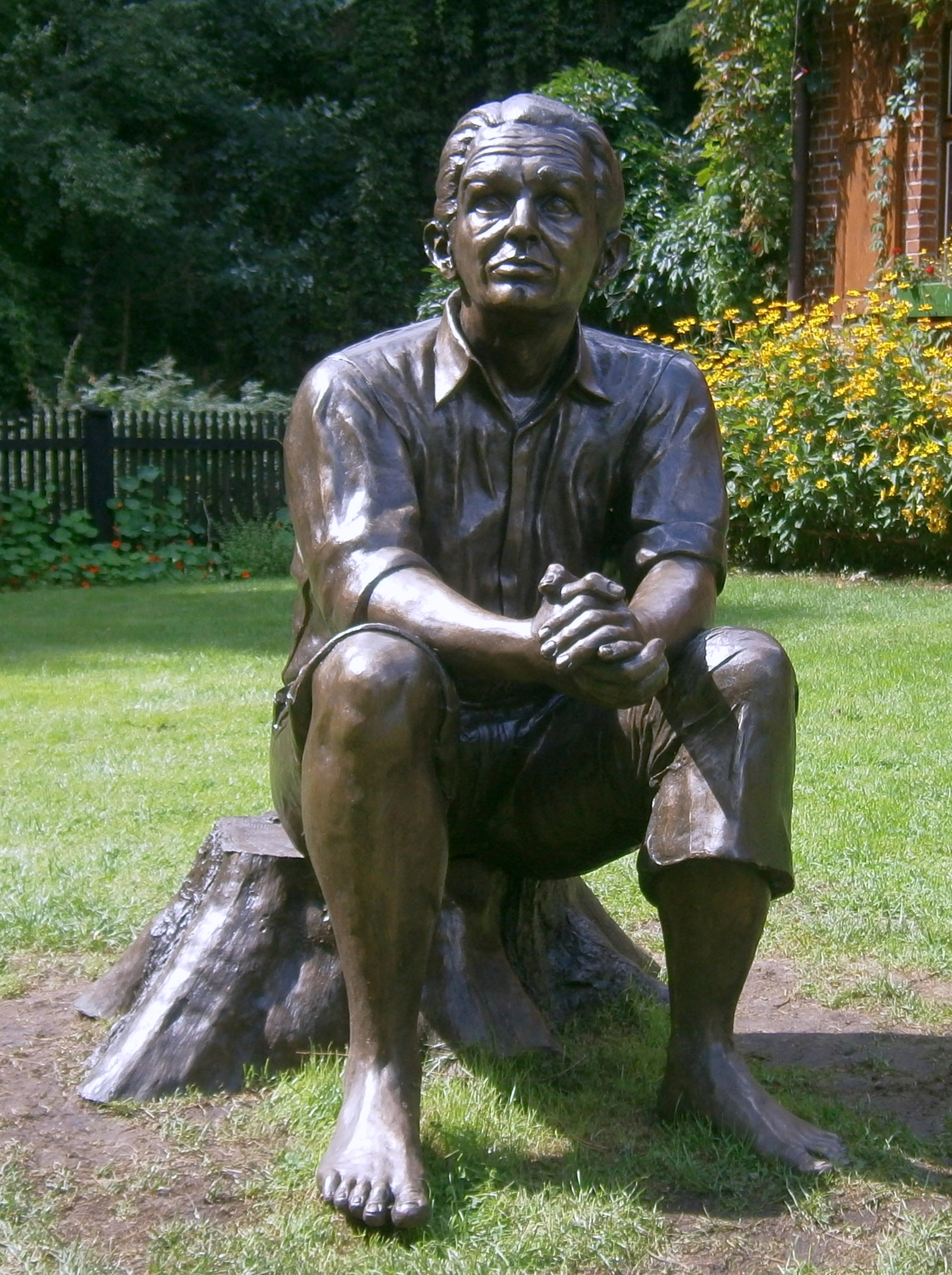
Pomnik poety w leśniczówce Pranie

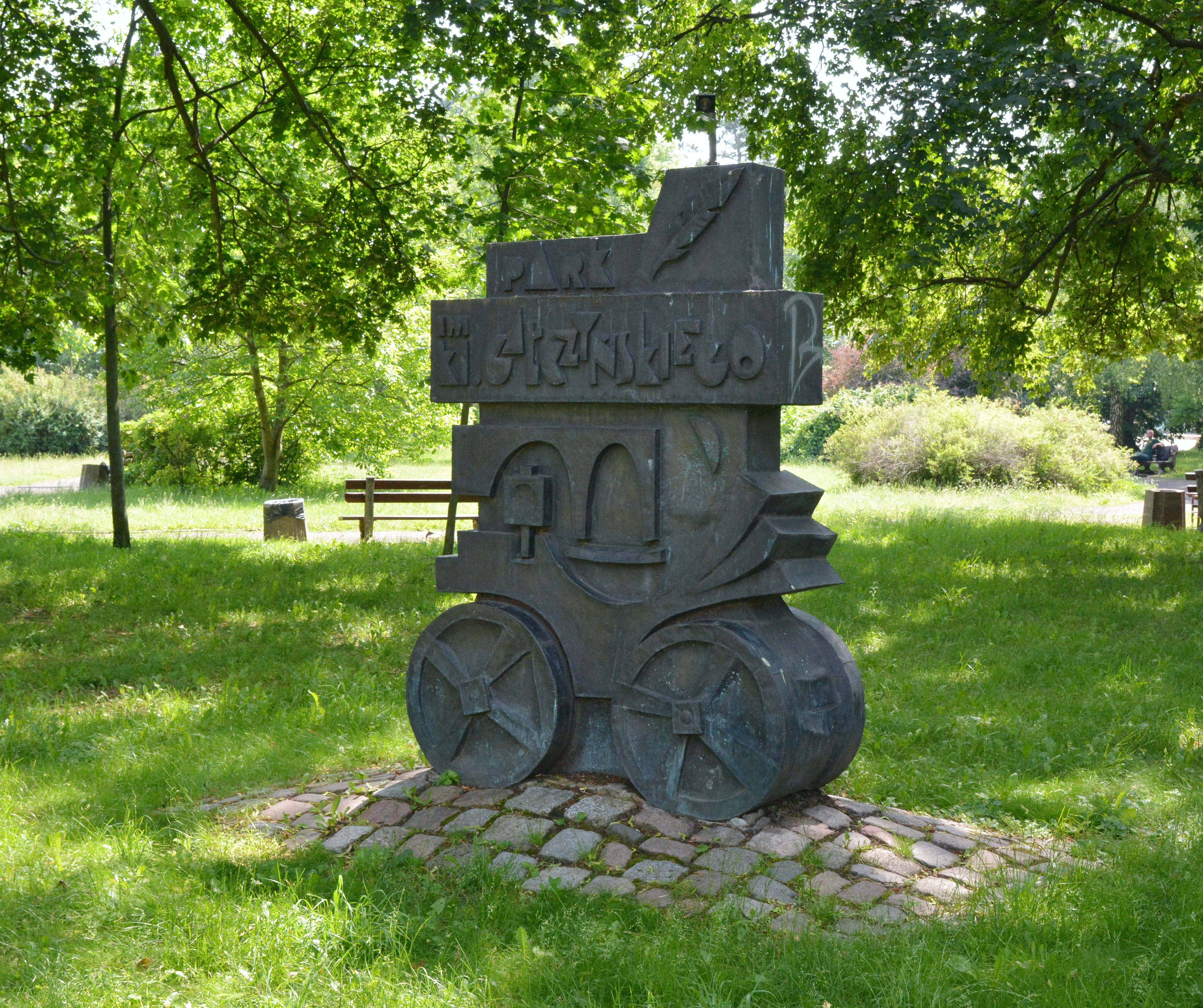
„Zaczarowana Dorożka” – rzeźba Stanisława Biżka na placu Gałczyńskiego w Szczecinie

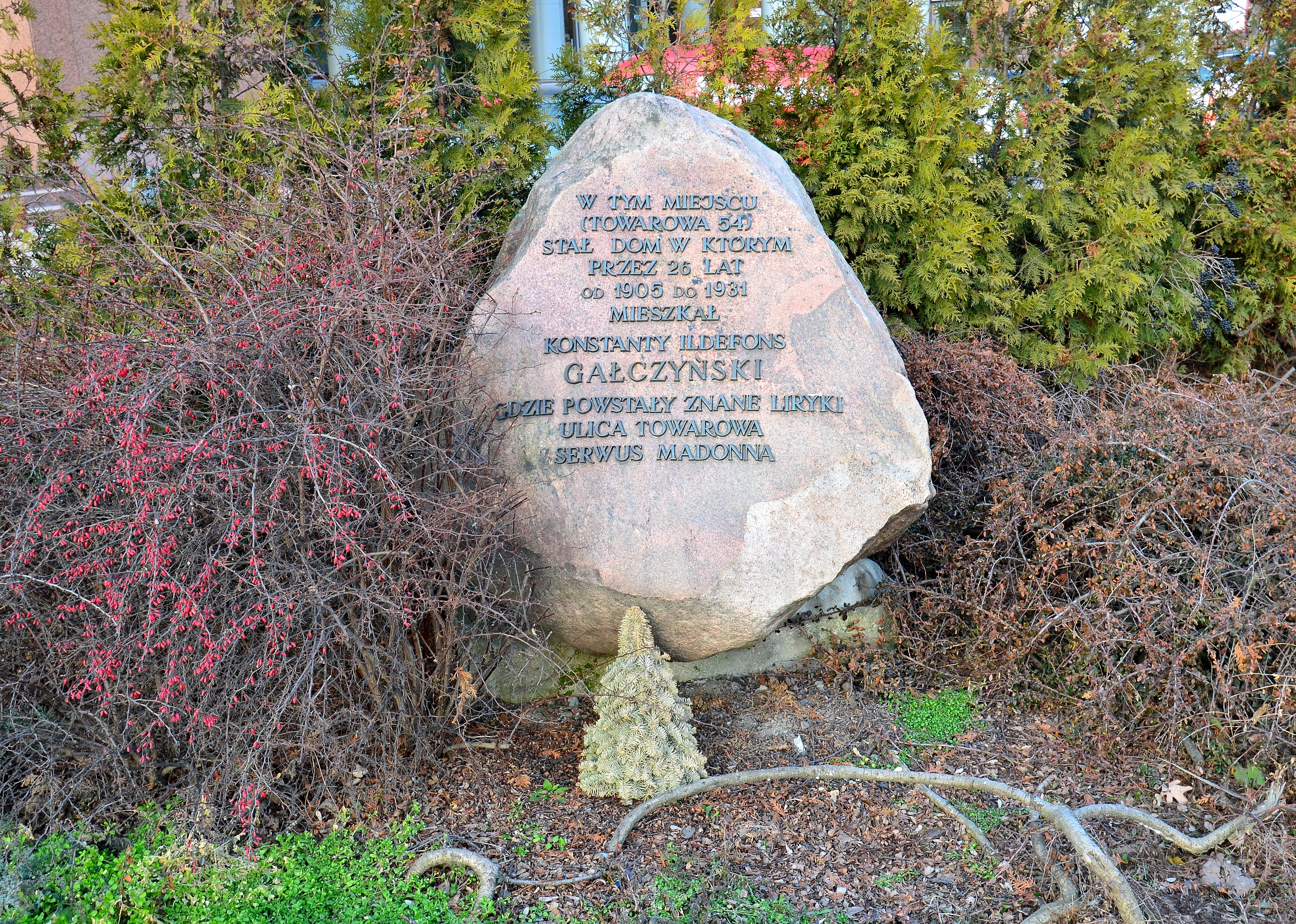
Kamień pamiątkowy w miejscu niezachowanej kamienicy przy ul. Towarowej 54 w Warszawie, w której w latach 1905–1914 oraz 1918–1931 mieszkał Konstanty Ildefons Gałczyński

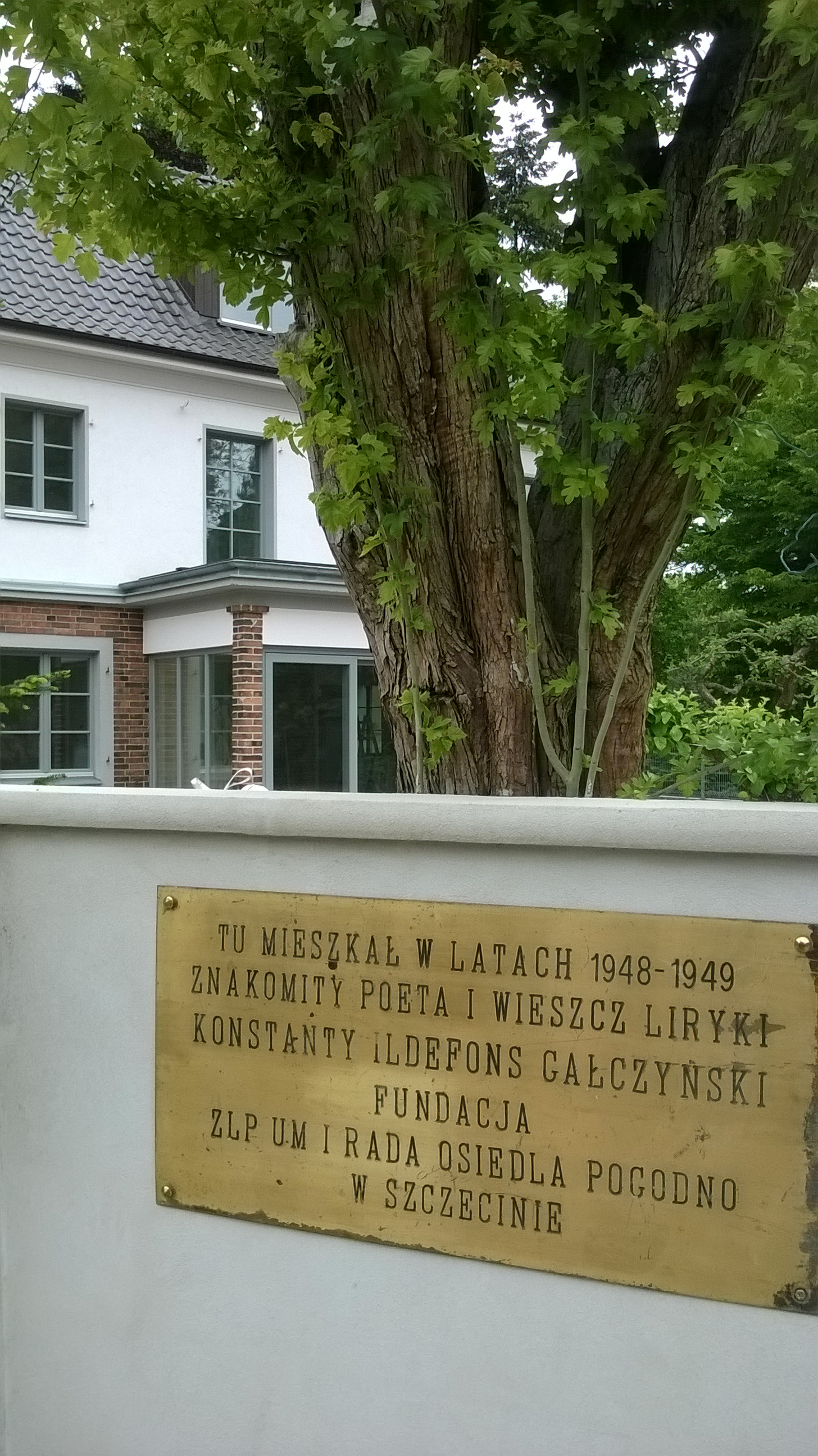
Tablica pamiątkowa przy wejściu na posesję przy ul. Marii Skłodowskiej-Curie 17 w Szczecinie, gdzie poeta mieszkał w latach 1948–1949u1

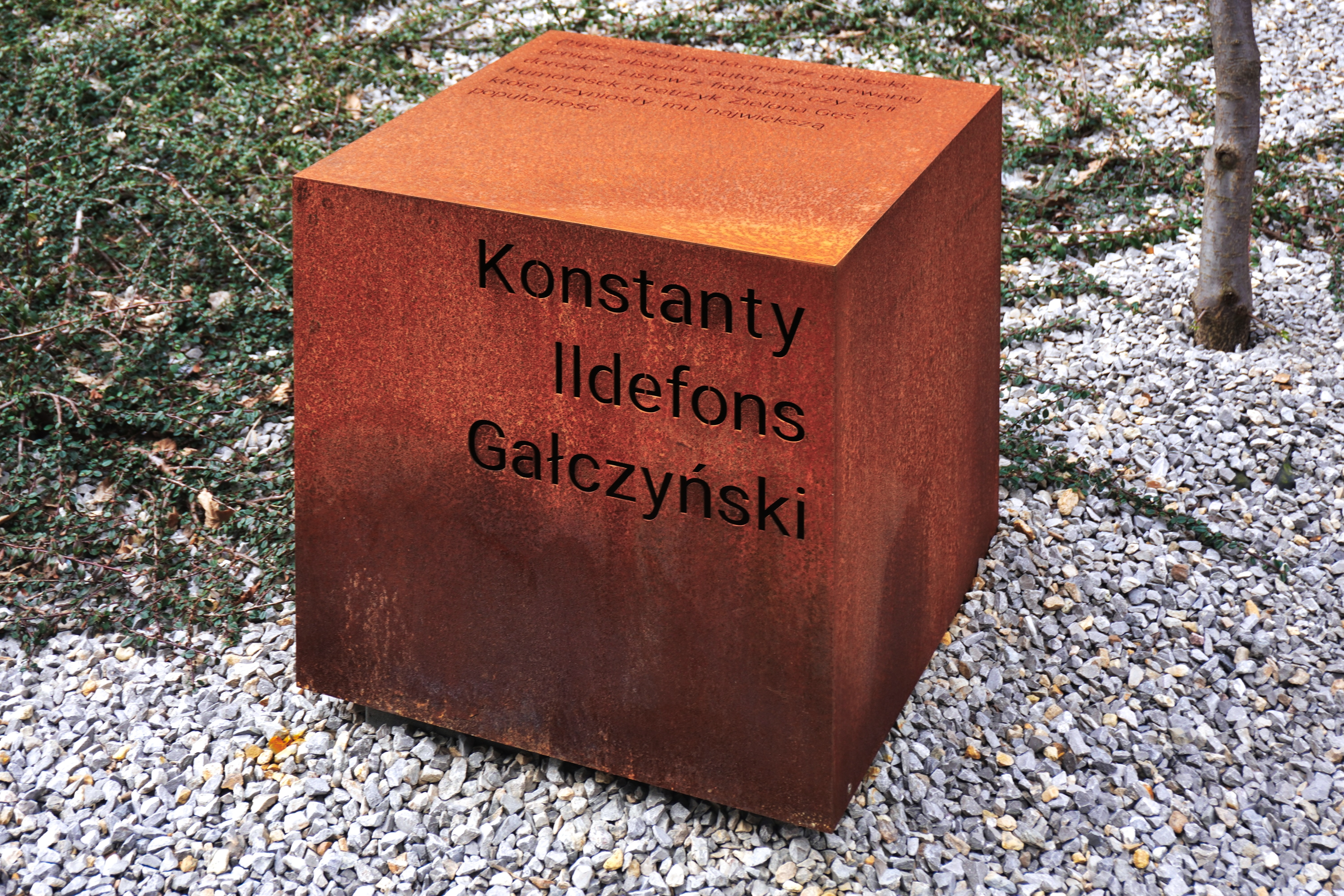
Pomnik-sześcian upamiętniający Konstantego Ildefonsa Gałczyńskiego przy ulicy Poetów na osiedlu Wizjonerów w Krakowie

- Czesław Miłosz sportretował Gałczyńskiego w książce Zniewolony umysł jako Deltę.
- Od 1998 w Szczecinie organizowany jest konkurs poetycki (biennale), na cześć poety nazywany jest Gałczynaliami.
- Kamień pamiątkowy na rogu ulic Towarowej i Grzybowskiej w miejscu, w którym znajdowała się kamienica, w której w latach 1905–1914 oraz 1918–1931 mieszkał Konstanty Ildefons Gałczyński. Kamień ustawiono z inicjatywy córki poety, Kiry Gałczyńskiej[4].
- W Szczecinie, w domu przy ul Marii Skłodowskiej-Curie 17, gdzie poeta wraz z rodziną mieszkał w latach 1948–1949, znajduje się tablica pamiątkowa.
- W 2005 roku, w setną rocznicę urodzin Gałczyńskiego, Poczta Polska wyemitowała znaczek z jego podobizną[37].
- W 2005 roku Narodowy Bank Polski wydał trzy monety okolicznościowe z wizerunkiem Gałczyńskiego o nominałach: 2,10 oraz 200 złotych[38][39].
- We wrześniu 2007 powstała w Warszawie Fundacja Zielona Gęś imienia Konstantego Ildefonsa Gałczyńskiego.
- Konstanty Ildefons Gałczyński jest patronem 30 szkół w całej Polsce[40].
- W Szczecinie 8 maja 1997 roku odsłonięto rzeźbę w kształcie stylizowanej „Zaczarowanej dorożki”[41] z wiersza Konstantego Ildefonsa Gałczyńskiego, upamiętniającą pobyt poety w tym mieście w latach 1948–1949. Autorem rzeźby jest Stanisław Biżek[42].
- W Zabrzu organizowany jest Ogólnopolski Konkurs Recytatorski „Z Gałczyńskim łatwiej” pod honorowym patronatem Kiry Gałczyńskiej[43]
- 27 października 2018 roku na Cmentarzu Centralnym w Szczecinie posadzono obok Alei Zasłużonych młody dąb – „Drzewko Pamięci”[44].
- W lesie nieopodal Leśniczówki Pranie znajduje się głaz upamiętniający Gałczyńskiego z tablicą z napisem „W to miejsce K. I. Gałczyński przychodził pod ulubioną sosnę w latach 1950–1953. Poeci i drzewa odchodzą. Pozostają pamięć i poezja. Fundator Nadleśnictwo Maskulińskie 21 czerwca 2003”[45].
- W Piszu na ulicy Kościuszki znajduje się pomnik Konstantego Ildefonsa Gałczyńskiego[46][47].
- Muzeum Konstantego Ildefonsa Gałczyńskiego w Praniu[48].
- Ścieżka dydaktyczna „Śladami Gałczyńskiego” na terenie Rezerwatu przyrody Jezioro Nidzkie[49].
- W pobliżu Prania, między wsią Krzyże a stacją Karwica Mazurska rosła sosna, nazywana Sosną Gałczyńskiego. Sosnę ścięto w latach 80., z powodu jej uschnięcia. Na miejscu sosny znajduje się głaz pamiątkowy upamiętniający Konstantego Ildefonsa Gałczyńskiego[50][51].

## Dzieła
- Porfirion Osiełek czyli Klub Świętokradców, 1929
- Zaczarowana dorożka, 1948
- Ślubne obrączki, 1949
- Wiersze liryczne, 1952
- Pieśni, 1953